# 한일전기
한일전기(중국어: 韓一電機, 영어: Hanil Electric)는 1964년에 설립된 가전제품 제조 기업이다. 생산되는 제품 중에서는 자동펌프가 유명하며, 계절가전, 생활가전, 주방가전, 환기제품도 생산하고 있다. 신일전자와 한일전기로 마찬가지로 선풍기를 주력 업종으로 삼고 있다.

## 제품
- 계절가전
  - 선풍기
  - 제습기
  - 냉풍기
  - 가습기
  - 스토브(전기스토브, 석유스토브, 가스스토브)
  - 온풍기
- 생활가전
  - 짤순이(한일 탈수기의 브랜드명)
  - 음식물 탈수기
  - 청소기
  - 빨래삶통
  - 식기살균건조기
  - 대용량파워분쇄기
  - 믹서기
- 환기제품
  - 송풍기
  - 환풍기
  - 배풍기
  - 렌지후드
- 펌프

## 같이 보기
- 신일전자